# Koblicska Kálmán
Koblicska Kálmán (1934. november 10. – Nyíregyháza, 2018. november 2.) erdélyi származású színész, bábművész, pantomimművész, rendező.

## Életpályája
Pályáját 1955-ben a sepsiszentgyörgyi színháznál kezdte, majd 1959-től 34 éven át Kolozsváron folytatta mint bábszínész. 1993-ban áttelepült Magyarországra, és a nyíregyházi Móricz Zsigmond Színház társulatánál dolgozott, amelynek 2014-ben örökös tagja lett.
A kolozsvári Mim 7 pantomimformáció egyik alapítója volt.
Két gyermeke és három unokája van.

## Munkássága

### Főbb színházi szereplései
- Tűzpróba avagy a Heilbronni Katica, 2015
- János király, 2013
- A kőszívű ember fiai, 2013
- Kukorica-Derce avagy A talléros kalap és más mesék, 2012
- Antigoné, 2011
- A Karamazov testvérek, 2010
- Az ember tragédiája – színész, 2009
- A Mester és Margarita, 2009
- A Pál utcai fiúk, 2009
- Csárdáskirálynő, 2007
- Valahol Európában, 2007
- Liliom, 2006
- Canterbury mesék, 2006
- A szecsuáni jólélek, 2005
- Szeget szeggel, 2005
- Csókos asszony, 2004
- Az üvegcipő, 2004
- Légy jó mindhalálig!, 2003
- Harlekin milliói, 2002
- A dzsungel könyve, 2001
- Szentivánéji álom, 2001
- Tévedések vígjátéka, 1999
- Tartuffe – színész, 1999

### Filmszerepei
- A rózsa vére, 1998
- Talán egy másik életben (osztrák–magyar–német háborús filmdráma), 2011